# Мартиросян, Тигран Варданович
Тигран Варданович Мартиросян (арм. Տիգրան Վարդանի Մարտիրոսյան; род. 3 марта 1983, Ленинакан, Армянская ССР) — армянский тяжелоатлет, многократный чемпион Армении, чемпион Европы (2008), призёр чемпионата мира (2006) и Олимпийских игр (2008). Заслуженный мастер спорта Армении (2009).

## Биография
Тигран Мартиросян начал заниматься тяжёлой атлетикой в 1995 году под руководством Вагана Бичахчяна. В 1997 году он стал чемпионом Европы среди юношей, а в 1998 и 1999 годах повторил этот успех. В 2001 и 2003 годах завоёвывал медали чемпионатов Европы и мира среди юниоров. После этого начал выступать во взрослых соревнованиях. Был участником Олимпийских игр в Афинах и занял седьмое место. В 2006 году стал бронзовым призёром чемпионата мира в Санто-Доминго. Перед чемпионатом Европы 2007 года в Страсбурге получил серьёзную травму, которая не позволила ему не только выступить на этом турнире, но и подготовиться к чемпионату мира в Чианг-Мае, где он смог занять только десятое место.
В 2008 году Тигран Мартиросян выиграл чемпионат Европы в Линьяно и стал серебряным призёром Олимпийских игр в Пекине. Свою победу на чемпионате Европы он посвятил погибшему в автокатастрофе тренеру сборной Армении по тяжёлой атлетике Хачатуру Кяпанакцяну.
В дальнейшем Тиграну Мартиросяну не давала успешно выступать хроническая травма спины. На чемпионате мира 2009 года в Гоянге он показал второй результат в рывке, но был вынужден сняться с соревнований в толчке. На чемпионате мира 2010 года в Анталье ему не удалось выполнить ни одной успешной попытки в рывке. После этой неудачи Мартиросян перестал привлекаться в состав сборной Армении. В 2013 году заявил о завершении своей спортивной карьеры.